# (165) Lorelei
(165) Lorelei es un asteroide que forma parte del cinturón de asteroides y fue descubierto por Christian Heinrich Friedrich Peters desde el observatorio Litchfield de Clinton, Estados Unidos, el 9 de agosto de 1876.
Está nombrado por Lorelei, una ondina de la mitología nórdica.

## Características orbitales
Lorelei orbita a una distancia media del Sol de 3,126 ua, pudiendo alejarse hasta 3,391 ua. Su excentricidad es 0,0847 y la inclinación orbital 11,22°. Emplea en completar una órbita alrededor del Sol 2019 días.